# Folégandros
Folégandros (en grec moderne : Φολέγανδρος) est une petite île des Cyclades entre Síkinos et Milos.
Elle a une superficie de 32 km2 et comptait une population de 765 habitants en 2011. Elle se trouve à 187 km du Pirée.
Les premiers habitants de l'île furent les Cariens et les Phéniciens. Les Minoens arrivèrent ensuite, menés par, dit la légende, Folégandros. Les Doriens puis les Athéniens s'installèrent ensuite.
Les Vénitiens de Marco Sanudo construisirent le kástro de Chora.
Durant la dictature des Colonels, bon nombre d'opposants au régime étaient envoyés sur Folégandros en exil.
L'île a actuellement trois villages : Karavostási (le port), Chora ou Folégandros (la capitale), et Áno Meriá.
De nos jours, la circulation des voitures est interdite dans Chora.
Un festival a lieu en juillet[évasif].
Folégandros fait partie des îles des Cyclades qui ne sont pas autosuffisantes en eau. Elle reçoit de l'eau tous les ans (et surtout l'été à cause de la saison touristique) depuis le port du Laurion en Attique, pour un coût moyen de 8,30 € le mètre-cube.

## Galerie

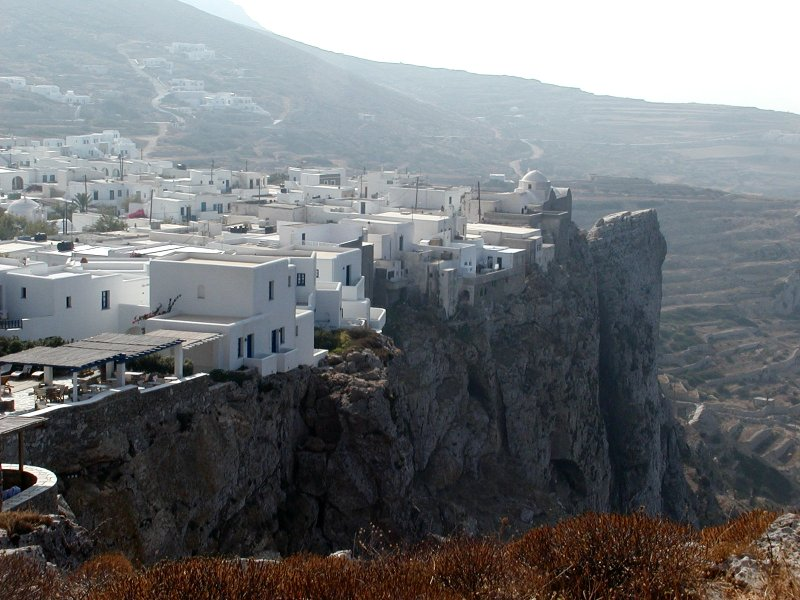
L'impressionnante Chora de Folégandros
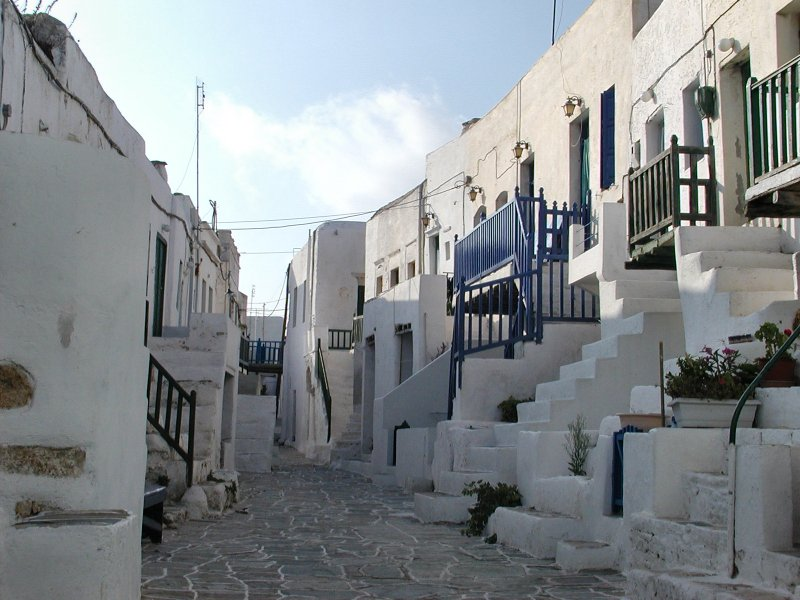
L'intérieur du kástro
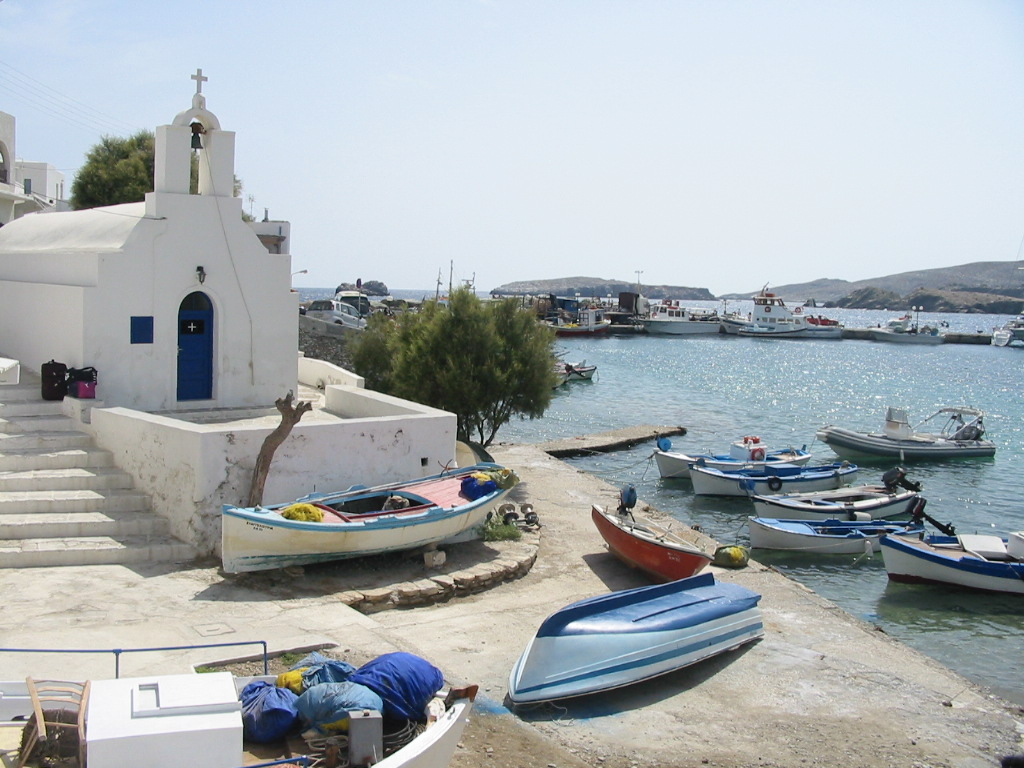
Vue de Karavostási